# Скрипник Мотрона Макарівна
Мотрона Макарівна Скрипник (1903, селище Чутове, тепер Чутівського району Полтавської області — ?) — українська радянська діячка, організатор по роботі серед жінок Устилузького районного комітету КП(б)У Волинської області. Депутат Верховної Ради УРСР 2-го скликання.

## Біографія
Народилася у бідній селянській родині. Закінчила сільську школу. З дванадцятирічного віку наймитувала у поміщика Дурново.
Потім працювала у батьківському господарстві. У 1928—1930 роках — член правління Чутівського сільського кооперативного товариства на Полтавщині. З 1930 року — член правління колгоспу імені Сталіна селища Чутового на Полтавщині.
Член ВКП(б) з 1931 року.
У 1933 році закінчила Полтавську радянську партійну школу.
У 1933—1941 роках — інструктор виконавчого комітету Чутівської районної ради депутатів трудящих; завідувач відділу, секретар виконавчого комітету Зачепилівської районної ради депутатів трудящих Харківської області.
З початком німецько-радянської війни у 1941 році була евакуйована у східні райони СРСР, працювала на партійній роботі в Сари-Асійському районі Узбецької РСР.
З травня 1944 року — завідувач організаційно-інструкторського відділу Шишацького районного комітету КП(б)У Полтавської області. У 1944 році закінчила партійні курси в місті Полтаві.
З вересня 1944 року — організатор по роботі серед жінок (жіночий організатор) Устилузького районного комітету КП(б)У Волинської області.

## Нагороди
- орден «Знак Пошани» (23.01.1948)